# Kondominium (mezinárodní právo)
Kondominium (z latinského condominia) je území pod společnou správou (svrchovaností) dvou a více států (mocností). V historii vzniklé většinou jako kompromis řešící spory. Kondominia většinou netrvají moc dlouho, jelikož bývá problémem na obou stranách se dlouhodobě dohodnout, výjimku tvoří dodnes fungující kondominium Andorra (díky tomu, že nemá velký strategický význam).
Mezi kondominia se řadí například:
- Anglo-egyptský Súdán – kondominium v Africe či spíše jiný typ koloniální správy v letech 1899–1956, s výrazně větším slovem Britů. Když se stal v roce 1914 Egypt britským protektorátem, resp. v roce 1922 vyhlásil nezávislost, vládli Súdánu pouze Britové. Až v roce 1936 byla anglo-egyptskou smlouvou část správy vrácena do rukou Egypťanům.

- Neutrální Moresnet – prusko-nizozemské (později belgické) kondominium v letech 1816–1919 drobné evropské neutrální území o velikosti zhruba 3,5 km², které existovalo proto, že jeho dva velcí sousedi nebyli schopni se domluvit, komu z nich má patřit, takže se rozhodli z něj vytvořit neutrální území, na jehož vládě by se mohli podílet rovným dílem.

- Bosna a Hercegovina – v rámci Rakouska-Uherska v letech 1908–1918 kondominium mezi Rakouskem a Uherskem, spadající pod společné ministerstvo financí.

- Nové Hebridy – anglo-francouzské kondominium v letech 1906–1980, od roku 1980 Vanuatu.

- Samojské ostrovy – kondominium Německa, Velké Británie a USA v letech 1889–1899. Na berlínské konferenci v roce 1899 si tyto mocnosti rozdělily sféry vlivu. Souostroví bylo rozděleno 171. poledníkem. Západní část byla spravována Německem, východní USA. Na počátku 1. světové války byla německá část Samoy obsazena Novým Zélandem, který ostrovy spravoval až do roku 1962 jako mandátní území Společnosti národů, později poručenské území OSN. Dne 1. ledna 1962 byl na západní části na základě referenda vyhlášen nezávislý stát Samoa. Východní část zůstala nadále pod správou USA jako Americká Samoa.

- Nauru – kondominium Austrálie, Nového Zélandu a Spojeného království v letech 1923–1942, resp. 1947–1968. Předtím patřilo jako kolonie Německému císařství.

- Nezávislý stát Chorvatsko – kondominium či satelitní stát fašistické Itálie a nacistického Německa v letech 1941–1943.

- Andorra – de facto kondominium Španělska a Francie již od roku 1278, od roku 1993 nezávislý stát (knížectví) pod ochranou obou sousedních států, navíc má dva oficiální představitele (diarchie), a to francouzského prezidenta a španělského biskupa ze Seu de Urgell, kteří jsou ale zastupováni místními zástupci.